# Paradosso di Cantor
In matematica il paradosso di Cantor, conosciuto anche come il paradosso del massimo cardinale, è un teorema della teoria degli insiemi che afferma che non esiste un numero cardinale maggiore di tutti gli altri, e quindi la collezione di "grandezze" di insiemi illimitati è a sua volta infinita. Inoltre, da questa constatazione segue che la collezione di tutti i numeri cardinali non è un insieme ma una classe propria; nella Teoria degli insiemi di Von Neumann-Bernays-Gödel segue anche (utilizzando l'assioma di limitazione di dimensione) che questa classe propria deve essere in corrispondenza biunivoca con l'insieme di tutti gli insiemi. Quindi non solo esiste un numero infinitamente grande di infiniti, ma questo infinito è anche più grande di tutti gli infiniti che esso enumera.
Questo paradosso prende il nome da Georg Cantor, che è stato spesso accreditato come il suo scopritore nel 1899 (o comunque in un periodo compreso tra il 1895 e il 1897). Come molti altri paradossi matematici non è contraddittorio, ma semplicemente è indicativo di una intuizione non corretta, che in questo caso riguarda la natura dell'infinito e la nozione di insieme. Detto in altri termini, è contraddittorio nella teoria intuitiva degli insiemi e perciò dimostra che questa teoria è insufficiente per le necessità della matematica. Il fatto che la teoria NBG risolva il paradosso è un motivo per utilizzarla come rimpiazzo della teoria intuitiva degli insiemi.

## Enunciato e dimostrazione
Per enunciare il paradosso è necessario tener presente che i numeri cardinali ammettono un ordinamento, così che si possono fare confronti tra essi. Con questa premessa, il paradosso di Cantor dice che:
Teorema: Non esiste un cardinale maggiore di tutti gli altri.
Questo fatto è una diretta conseguenza del teorema di Cantor sulla cardinalità dell'insieme potenza di un insieme.
Dimostrazione: Si supponga, per assurdo, che C sia il più grande numero cardinale. Allora (nella formulazione di cardinalità di von Neumann) C è un insieme e quindi possiede un insieme potenza 2C che, per il teorema di Cantor, ha una cardinalità strettamente maggiore di quella di C. Ma la cardinalità di C è C stesso, per definizione, e quindi esiste un cardinale maggiore di C, e cioè  2C. Questo contraddice la supposizione che C sia il più grande numero cardinale, e quindi non esiste un cardinale maggiore di tutti gli altri.

## Discussione e conseguenze
Dato che i numeri cardinali sono un insieme ben ordinato grazie alla corrispondenza con i numeri ordinali (si veda la definizione formale di numero cardinale), questo fatto stabilisce anche che non esiste il più grande numero ordinale; viceversa quest'ultima affermazione implica il paradosso di Cantor. Applicando la corrispondenza tra cardinali e ordinali al paradosso di Burali-Forti si può anche concludere che i numeri cardinali costituiscono una classe propria e non un insieme e (almeno nella teoria degli insiemi di von Neumann-Bernays-Gödel) segue che esiste una corrispondenza biunivoca tra la classe dei cardinali e quella di tutti gli insiemi. Dato che ogni insieme è un sottoinsieme di quest'ultima classe, e che ogni cardinalità è la cardinalità di un insieme (per definizione!) questo significa, intuitivamente, che la collezione di tutti i cardinali è più grande della cardinalità di qualunque insieme: è "più infinita" di qualunque infinito. La natura paradossale di questa classe è presente solo secondo il sistema assiomatico di Zermelo-Fraenkel.

## Nota storica
Sebbene Cantor sia solitamente accreditato per essere stato il primo a riconoscere questa proprietà degli insiemi di numeri cardinali, alcuni matematici assegnano questo primato a Bertrand Russell, 
che ha dimostrato un teorema simile nel 1899 o nel 1901.